# Jachroma (město)
Jachroma (rusky Я́хрома) je město v Moskevské oblasti Ruské federaci. Při sčítání lidu v roce 2010 měla přes třináct tisíc obyvatel.

## Poloha a doprava
Jachroma leží na stejnojmenné řece a na Moskevském průplavu – jejich křížení leží jižně od města. Od Moskvy je vzdálena přibližně 55 kilometrů severně.
Kromě vodní a železniční dopravy zde rovněž v severojižním směru vede dálnice A-104 z Moskvy do Dubny.

## Dějiny
Jachroma vznikla v roce 1841 jako sídlo pro dělníky textilky.
V roce 1901 získala připojení na železnici, když zde vzniklo nádraží na trati z Moskvy do Kimry.
Od roku 1940 je Jachroma městem.